# Apoxestia
Apoxestia är ett släkte av fjärilar. Apoxestia ingår i familjen nattflyn.
Kladogram enligt Catalogue of Life:
| Apoxestia | \| \| Apoxestia euchroa \| \| \| \| \| \| Apoxestia ioglauca \| \| \| \| |
|           | \| \| Apoxestia euchroa \| \| \| \| \| \| Apoxestia ioglauca \| \| \| \| |
|           | Apoxestia euchroa                                                        |
|           |                                                                          |
|           | Apoxestia ioglauca                                                       |
|           |                                                                          |